# アベ・ピエール
アベ・ピエールまたはピエール神父（Abbé Pierre、本名：アンリ・アントワーヌ・グルエ（Henri Antoine Grouès）、1912年8月5日 - 2007年1月22日）は、フランスのカトリック教会司祭、慈善活動家。私財を投じ、ホームレスなどの救済に一生涯を費やした。
アベ（Abbé）は「在俗神父に与えられる称号」であり、「ピエール神父」と表記されることも多い。

## 生涯
リヨンで裕福な生糸商人の5番目の子供として生まれたが、18歳の時に父親の遺産を慈善事業に寄贈し、清貧を旨とする托鉢修道会、カプチン・フランシスコ修道会に入る。1938年、司祭に叙階され、1939年、修道会を出てグルノーブルの助任司祭となる。第2次世界大戦中はナチスによる占領下のフランスでユダヤ人を助け、レジスタンスとともに闘い、戦後は政治活動を選び1951年に辞職するまでムルト＝エ＝モゼル県選出の議員を務める。また議員手当てを最初の救援活動センターにつぎ込む。
1949年に自らの資金でホームレスなど何らかの理由で社会に適合できなくなった人々を救済するための協会「エマウス Mouvement Emmaüs」を設立。全国で回収した不用品をリサイクルして販売するという独特な資金調達法でも有名なこの協会は、現在フランスに115拠点、世界41カ国にネットワークが広がる大きな活動となった。
1954年2月1日ラジオ・リュクセンブール局から「友よ、助けを!この早朝3時に一人の女性が凍死した」とホームレス救援を要請、前代未聞の反応を得る。この経験から彼はメディアがいかに大切であるかを理解。1980年代にはコリューシュ（当時有名なコメディアン）が貧困者救済事業として始めた『レスト・デュ・クール "Resto (Restaurants) du coeur" （心のレストラン）』を支持して再び脚光を浴びる。1994年には貧困層向けの公団住宅を建設しない大都市市長を批判（2004年にも同様の批判を行う）。
しかし1996年には修正主義者（ナチスによるユダヤ人虐殺否定論者）である哲学者ロジェ・ガロディを擁護して波紋を引き起こす。批判に晒されガロディ擁護を撤回。 
晩年には『死は一種の影だ。死にたい。生を受けて以来、死を望んでいた』と語った。亡くなる直前まで現役として社会的弱者の味方として尽力してきたが、肺感染症のため2007年1月14日から入院し、22日朝、パリ市内のヴァル・ド・グラース病院で死去した。94歳であった。
神父は、「フランス人が最も愛する有名人アンケート」でも、1998年にプロサッカー選手ジダンが選ばれるまで、長年1位の座にあった。シラク大統領は「ピエール氏は貧困、苦難、不正義に対する闘いを続け、連帯の強さを人々に示した」と、その死を悼んだ。
1月26日にはノートルダム寺院で国葬が営まれ、シラク大統領、ジスカール・デスタン元大統領、ド・ビルパン首相をはじめとする政府要人のほか、人種、宗教などを超えて多くのフランス人が参加した。
2024年7月、アベ・ピエールから性加害を受けた女性の告発により調査が実施、多くの女性が神父から性加害を受けていたことが判明された。

## 備考
- 神父の独立の気概、礼儀作法の軽蔑、反抗の精神が神父の人気のもとだった。またカトリックの人間でありながらローマ教会とは距離を取り、自身の信仰を口にすることも稀だった。またエマウスの非宗教性を主張した。
- 神父は女性司祭や聖職者の妻帯、同性愛カップルによる養子を認めてカトリック教会からは批判されていた。またその著書で女性との関係が何度かあったことも認めて話題になった。
- 1992年にレジオンドヌール勲章を与えられるが、これを拒否して話題になる（2001年に受諾）。
- 1993年には当時のミッテラン大統領に手紙を書き『犯罪の限界を超えた』としてボスニアへの軍事介入を要求する。

## 著書（日本語訳されたもの）
- 『遺言… 苦しむ人々とともに』 田中千春訳、人文書院、1995年、ISBN 4409420143
- 『神に異をとなえる者』 寺家村博, 寺家村和子訳、新教出版社、2012年、ISBN 9784400521440